# SUR
SUR (tudi S.u.r.) je slovenska glasbena skupina, ki je nastala leta 2002.
Borut Praper je skrbel za glasbo, Neža Trobec pa za likovno plat projekta. Albume so izdajali na spletu.

## Diskografija
- Na jug (2004)
- Druga stran (2007)
- Kadar mesto spi (2009)